# Euphthiracarus inglisi
Euphthiracarus inglisi är en kvalsterart som beskrevs av Sheals 1965. Euphthiracarus inglisi ingår i släktet Euphthiracarus och familjen Euphthiracaridae. Inga underarter finns listade i Catalogue of Life.